# 立陶宛—烏克蘭關係
立陶宛－烏克蘭關係是立陶宛和乌克兰之间的双边关系。立陶宛在基輔设有大使馆，並在利沃夫设有名誉领事馆。乌克兰在维尔纽斯设有大使馆，並在克莱佩达、沙爾奇寧凱與維薩吉納斯设有名誉领事馆。

## 歷史

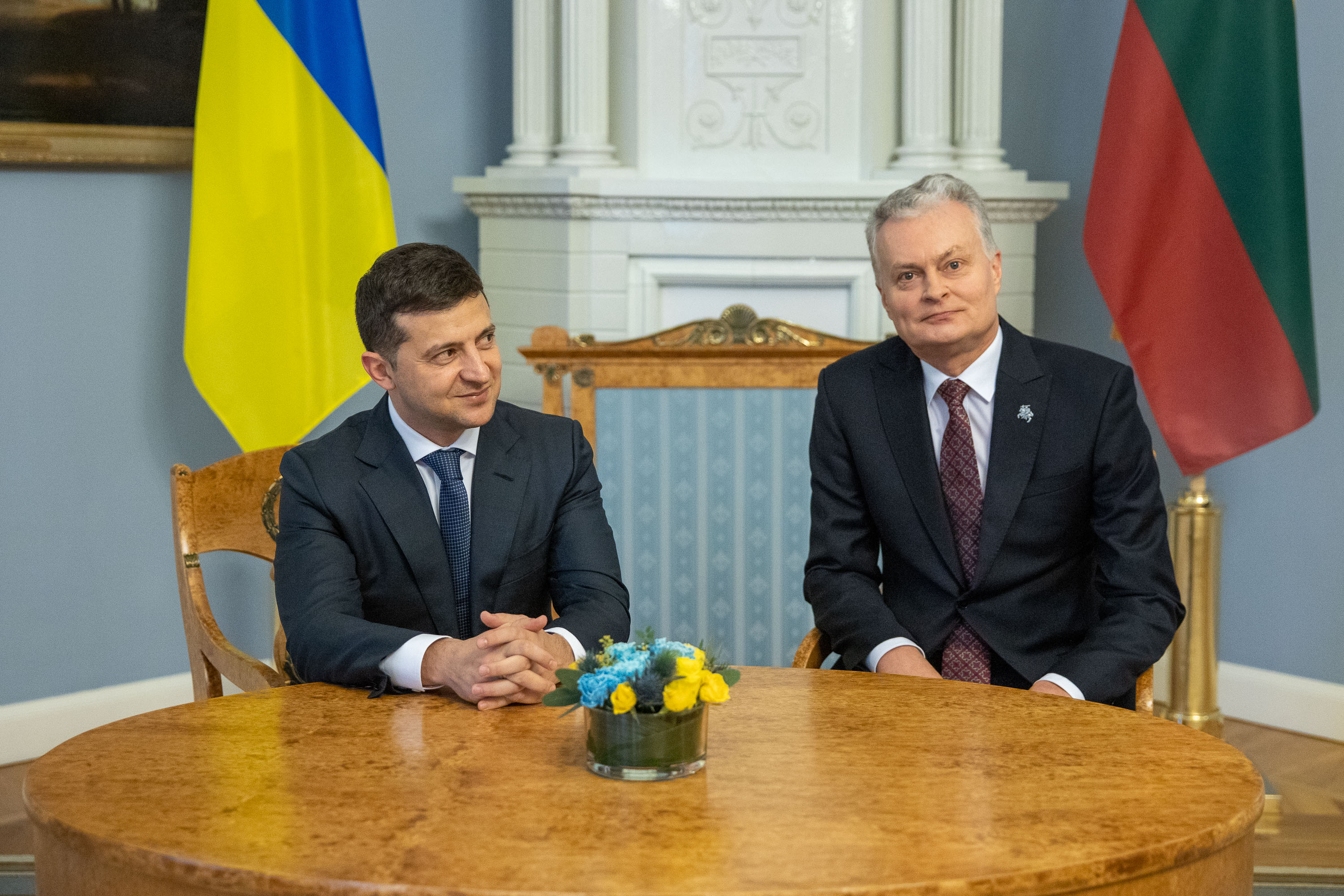
2019年，乌克兰总统弗拉基米尔·泽连斯基在维尔纽斯会见立陶宛总统吉塔納斯·瑙塞達

自1300年代格迪米纳斯统治以来，今乌克兰的大部分地区皆屬立陶宛大公国。1569年至1795年间，波兰和立陶宛共組政合國，使今乌克兰的大部分地区成為波蘭立陶宛聯邦領土。两国均於1918年前為俄罗斯帝国的一部分、於1991年前為苏联的一部分。1991年12月12日，两国正式建立外交關係。
两国於2009年11月签署多项协议，包括大学学历互认和文化遗产保护合作。此外，立陶宛承诺帮助乌克兰实现加入欧洲联盟的愿望。
2014年，時任立陶宛总统达利娅·格里包斯凯特在俄乌战争爆發時表示支持乌克兰。2015年1月，由于乌克兰东部冲突持续，立陶宛要求召开联合国安全理事会会议。维陶塔斯·兰茨贝吉斯後來稱《明斯克協定》“比慕尼黑（協定）更糟糕”。
2021年，時任乌克兰总统弗拉基米尔·泽连斯基指出立陶宛支持乌克兰加入欧洲联盟和北大西洋公约组织的重要性，而時任立陶宛总统吉塔納斯·瑙塞達則回應稱立陶宛支持乌克兰的進程，並對乌克兰的改革表示欢迎。

## 概述
根据2016年的人口普查，17,679名乌克兰人居住在立陶宛，主要集中在维尔纽斯、考那斯、克莱佩达、希奥利艾、約納瓦與維薩吉納斯。此外，立陶宛是乌克兰移民的热门目的地，超过21,800名乌克兰人拥有立陶宛的工作居留许可。乌克兰人對立陶宛的评价普遍正面。
超过7,000名立陶宛人居住在乌克兰，並在當地有立陶宛人社区组织代表。立陶宛在俄乌战争中一贯支持乌克兰。

## 外部連結
- 立陶宛外交部：与乌克兰的双边条约清单（仅立陶宛语） （页面存档备份，存于）
- 立陶宛驻基辅大使馆（仅立陶宛语和乌克兰语） （页面存档备份，存于）
- 乌克兰驻维尔纽斯大使馆